# NGC 4234
NGC 4234 este o galaxie spirală situată în constelația Fecioara. A fost descoperită în 7 aprilie 1828 de către John Herschel. Se află la o distanță de 30 de megaparseci de Pământ.